# ニーニョ・ホセレ
ニーニョ・ホセレ（スペイン語: Niño Josele、1974年4月24日 - ）は、スペイン・アルメリア出身のギタリスト。ニュー・フラメンコの様式の主唱者である。本名はフアン・ホセ・エレディア（スペイン語: Juan José Heredia）。
彼の最初の2枚のアルバムは、力強く純粋で現代的なフラメンコの様式を表現したものとなっている。
続いて彼は、ビル・エヴァンスの音楽のトリビュート作品としてアルバム『ワルツ・フォー・デビー〜ビル・エヴァンスに捧ぐ（Paz）』を発表し、音楽家としての多才さを示した。ホセレは、フラメンコを背景としつつ、複雑なジャズのテーマを取り入れたり、彼自身の作曲において様々なジャンルの音楽を融合させたりする柔軟さを持ち合わせている。
彼は短篇映画『Almendros los Plaza Nueva』および、天才的なギタリストのエル・ニーニョ・ミゲルに関する2009年のドキュメンタリー作品『La sombra de las cuerdas』（Annabelle Ameline、Benoît Bodlet、Chechu G.Berlangaによる）の制作に参加している。

## ディスコグラフィ
- Niño Josele (2001年、BMG)
- El Sorbo (2001年、BMG) ※with Javier Limon
- 『ワルツ・フォー・デビー〜ビル・エヴァンスに捧ぐ』 - Paz (2006年、Calle 54)
- Española (2009年、DRO)
- La Venta del Alma (2009年、DRO)
- El Mar De Mi Ventana (2012年、DRO)
- Chano & Josele (2014年、Calle 54) ※with Chano Dominguez